# ناتس القابضة
توفر ناتس القابضة ، المعروفة سابقًا باسم خدمات الحركة الجوية الوطنية ويشار إليها عادةً باسم ناتس ، خدمات مراقبة الحركة الجوية على الطريق للرحلات الجوية داخل مناطق معلومات الطيران في المملكة المتحدة ومنطقة مراقبة المحيطات في شانويك .  كما توفر خدمات مراقبة الحركة الجوية لـ 14 مطارًا في المملكة المتحدة.
يتم تنظيم أعمال الشركة على الطريق وتشغيلها بموجب ترخيص من هيئة الطيران المدني (CAA). 

## أنظر أيضاً
- تاريخ مراقبة الحركة الجوية في المملكة المتحدة

- مساعد الحكم/الوسيط